# Khidâsh b. Zuhayr
 (juin 2017).
Si vous disposez d'ouvrages ou d'articles de référence ou si vous connaissez des sites web de qualité traitant du thème abordé ici, merci de compléter l'article en donnant les références utiles à sa vérifiabilité et en les liant à la section « Notes et références ».
Khidâsh b. Zuhayr (en arabe : خداش بن زهير) est un poète arabe préislamique issu du groupe tribal des Banû 'Âmir.

## Biographie
Il a vécu au VIe siècle et au VIIe siècle de notre ère.
L'un de ses poèmes figure dans l'anthologie de Abû Zayd al-Qurashî, la Jamharat, laquelle date du IXe ou du Xe siècle de notre ère. Celle-ci comprend sept groupes de sept poèmes chacun. Le poème figure dans le deuxième groupe, celui des « Rassemblées », les Mujamharât, en sixième position. Le poète fait l'objet d'une notice dans l'ouvrage d'Ibn Qoutayba sur la Poésie et les Poètes. Il se vante d'avoir participé à la guerre de Fidjâr, aux côtés des Hawâzin contre les Quraysh, en 584, bataille à laquelle Mahomet aurait participé, mais il est probable qu'il s'agisse d'une invention de sa part.